# Pterolophia ghanaana
Pterolophia ghanaana là một loài bọ cánh cứng trong họ Cerambycidae.